# 인텐트 마케팅
인텐트 마케팅(영어: intent marketing, 의도 마케팅)은 특정 서비스나 제품을 채택, 구매 또는 소비하려는 소비자가 명시적 또는 묵시적으로 표현한 의도를 기반으로 제품 또는 서비스를 마케팅하는 것이다.
소비자의 의도에 맞는 마케팅을 한다는 것은 제품이나 서비스를 홍보를 통해 소비자의 마음에 제품이나 서비스에 대한 특정한 인식을 일방적으로 심어주려고 하는 마케팅과는 정반대의 접근을 하는 마케팅이라고 할 수 있다. 소비자의 의도에 맞춰 진행하는 마케팅이기 때문에 어디까지나 그 주체는 소비자이자 소비자의 의도라고 할 수 있다. 기업이 푸시하는 마케팅이 아닌, 소비자가 풀하는 마케팅을 인텐트 마케팅이라고 할 수 있다. 그래서 일반적으로 인텐트 마케팅은 억지로 인지도를 높히려는 노력을 할 필요가 없기 때문에 마케팅 캠페인 전반에서 기존의 마케팅에 비해 더 높은 투자자본수익률(ROI)를 달성한다. 인텐트 마케팅이 확보하기 위해 집중하는 제품이나 서비스를 소비하려는 소비자의 인텐트는 웹과 앱에서 보여주는 소비자의 행동 데이터를 기반으로 예측되거나, 가입자가 제품을 구매하려고 시도하고 어떤 이유로 거래를 중단시키는 등의 행동을 했을 때 이 패턴을 통해 예측되거나, 소비자들이 검색을 하는 과정에서 입력하는 키워드를 분석함으로서 캡처될 수 있다.

## 인텐트 데이터 소스
대부분의 마케터는 인텐트 데이터 소스로 검색 마케팅(검색엔진마케팅 및 검색엔진최적화)에서 다루는 검색 데이터에 익숙하지만 그 외에도 다음과 같은 다른 중요한 인텐트 데이터 소스가 있다.
- 웹사이트 및 앱으로부터의 이용자 활용 데이터
- 자사 웹 사이트 이외의 타 웹 사이트에서의 활동 데이터
- 구매 직전과 구매 시점에서 발생하는 데이터
- 고객 관계 관리(CRM)에서 발생하는 데이터
- 소셜 데이터 상에서 소비자들의 활동 데이터
- 자사 웹사이트와 타 웹사이트의 콘텐츠 소비 기록 데이터

본질적으로 인텐트 데이터는 어떤 서비스나 제품을 구매하거나 이용하려는 소비자가 검색 엔진에서 특정 키워드를 사용한 후 웹사이트를 방문하고, 백서를 다운로드하고, 특정 기사를 소비하거나 소셜 미디어에서 다른 유저들과 본인의 구매 결정과 관련한 정보와 의견을 나누며 상호작용할 때 남겨지는 일종의 디지털 발자국이다. 이러한 다양한 디지털 발자국은 잠재적인 소비자의 현재 및 미래에서의 의도를 제공하여 개인과 계정에 대한 더 나은 그림을 제공한다.
개별적으로 이러한 신호는 많은 것을 알려준다. 개별 사람들과 그룹화되고 연결되면 유사한 청중과 더 잘 상호 작용하기 위해 참여 패턴을 추정하면서 해당 사람들과 소통하는 새로운 방법을 발견할 수 있다.

## 같이 보기
- 사용자 의도
- 디지털 마케팅